# Argirolo
L'argirolo è il nome commerciale di un antisettico formato da un composto di proteine e argento. Fu sviluppato e commercializzato dal medico statunitense Albert Coombs Barnes per terapia della gonorrea e profilassi della sua trasmissione verticale, responsabile di cecità neonatale.

## Storia
L'argirolo fu venduto per la prima volta nel 1902 dalla compagnia Barnes and Hille, Chemists. Nell'aprile del 1907 Barnes comprò la quota del socio creando la A.C Barnes Company che continuò la produzione e la vendita nel farmaco. Nel giugno dello stesso anno l'argirolo divenne un marchio registrato, mentre non venne mai brevettato.
In tempi moderni l'argirolo viene prescritto raramente, ma nella prima metà del ventesimo secolo dominò il mercato dei colliri antimicrobici. Con gli enormi profitti ottenuti dalle vendite del farmaco Barnes poté comprare una grande collezione di quadri di impressionisti francesi, attualmente di proprietà del "Barnes", un istituto d'arte da lui voluto. Il loro valore è stato stimato nel marzo 2010 in 25 miliardi di dollari.
L'argirolo venne commercializzato dalla società di Barnes finché questa non venne acquistata dalla Zonite Products Corporation nel 1929. La confezione del farmaco venne rinnovata, e i farmacisti cominciarono a venderlo cambiandone i dosaggi, i componenti e quindi la potenza, nonostante la società invitasse i consumatori a non comprare queste imitazioni illegalmente prodotte, ma simili all'originale in termini di colori.

## Composizione
Si tratta di un composto di argento colloidale, formato dalla reazione del nitrato di argento con l'idrossido di sodio e la gelatina. La quantità di argento utilizzata era riferita superiore al 30%.